# Pieszewo
Pieszewo [pjɛˈʂɛvɔ] (Petermanns của Đức) là một khu định cư ở khu hành chính của Gmina Barciany, thuộc huyện Kętrzyński, Warmińsko-Mazurskie, ở phía bắc Ba Lan, gần biên giới với Kaliningrad Oblast của Nga. Nó nằm khoảng 6 kilômét (4 mi)  phía nam Barciany, 10 km (6 mi) phía bắc Kętrzyn và 72 km (45 mi) về phía đông bắc của thủ đô khu vực Olsztyn.
Trước năm 1945, khu vực này là một phần của Đức (Đông Phổ).